# Andrew McKim
Andrew Harry McKim (* 6. Juli 1970 in Saint John, New Brunswick) ist ein ehemaliger kanadischer Eishockeyspieler, der in seiner aktiven Zeit von 1986 bis 2001 unter anderem für die Eisbären Berlin in der Deutschen Eishockey Liga gespielt hat.

## Karriere
McKim begann seine Karriere 1986 in der kanadischen Juniorenliga Québec Major Junior Hockey League Verdun Junior Canadiens. Dort gehörte er zu den teamintern punktbesten Spielern. So erzielte der Offensivspieler in seiner ersten Saison bei den Junior Canadiens in 70 Ligapartien 87 Scorerpunkte. In den folgenden Jahren konnte er seine Punktausbeute weiter steigern. Im Sommer 1989 wechselte er innerhalb der Liga zu den Olympiques de Hull, wo er ebenfalls überzeugen konnte und in 70 Spielen 130 Mal punkten konnte. Trotz der guten Leistungen wurde McKim bei einem NHL Entry Draft nie berücksichtigt.
Zur Saison 1990/91 unterschrieb er einen Vertrag bei den Salt Lake Golden Eagles aus der damaligen International Hockey League. Eine Spielzeit später stand er im Kader der St. John’s Maple Leafs aus der American Hockey League, dem damaligen Farmteam der Toronto Maple Leafs. In St. John’s absolvierte er insgesamt 95 Spiele und erzielte dabei 116 Punkte. McKim erreichte mit den Maple Leafs in dieser Saison das Finale der AHL, welches allerdings gegen die Adirondack Red Wings verloren ging. Nach nur einer Saison verließ er den Klub wieder und schloss sich dem damaligen Ligarivalen Providence Bruins an. Dort war er zwei Jahre aktiv. In dieser Zeit kam McKim erstmals in der National Hockey League zum Einsatz. Die Verantwortlichen der Boston Bruins beriefen ihn während der Spielzeiten 1992/93 und 1994/95 mehrmals in ihr Team, sodass er letztlich auf 36 Mal das Bostoner Trikot trug.
Nach einer weiteren Karrierestation bei den Adirondack Red Wings aus der AHL in der Saison 1994/95, forcierte er im Sommer 1995 einen Wechsel nach Europa. Dort verpflichtete ihn der damalige Schweizer Zweitligist HC Servette Genève, bei dem er gute Leistungen zeigt und somit das Interesse europäischer Spitzenklubs auf sich zog. Schließlich verließ er die Schweiz 1996, um einen Vertrag bei den Eisbären Berlin aus der Deutschen Eishockey Liga zu unterschreiben. Mit den Eisbären konnte der Rechtsschütze 1999 den dritten Platz bei der European Hockey League erreichen. Insgesamt stand er 154 Mal für die Berliner auf dem Eis und erzielte dabei 139 Punkte.
Zum Ende der Saison 1998/99 erhielt er von den Verantwortlichen der Eisbären Berlin keinen neuen Vertrag mehr. Schließlich verließ er die DEL 1999 und kehrte in die Schweiz zurück. Dort war er in der Saison 1999/00 zunächst für den EHC Kloten aktiv. 
Nach 18 Spielen und 9 Punkten in der Saison 2000/01 bei den ZSC Lions endete seine Karriere am 31. Oktober 2000, als sein Gegenspieler Kevin Miller ihn durch einen Check von hinten mit dem Kopf zuerst in die Bande stieß. Er erlitt eine schwere Gehirnerschütterung, die ihn zwang, seine Karriere zu beenden. Gemäß dem Urteilsdispositiv ist der ehemalige HCD-Stürmer Kevin Miller der einfachen und der fahrlässigen Körperverletzung schuldig. Miller wurde mit drei Monaten Gefängnis bedingt bestraft, muss 10000 Franken Genugtuung an Andrew McKim zahlen, die Gerichtsgebühr von 2500 Franken übernehmen und ist für die Folgen der Tat zu 100 Prozent schadenersatzpflichtig.
Nach seiner Rückkehr in die USA weigert sich Miller, den Schweizer Gerichtsentscheid anzuerkennen. Ein Gericht in Grand Rapids verurteilte Miller am 7. Juni 2014 zu einer Zahlung von 1,6 Millionen Dollar an Andrew McKim, nachdem die Versicherungsgesellschaft des Opfers geklagt hatte.

### International
McKim absolvierte 16 A-Länderspiele für die kanadische Nationalmannschaft, mit der er an den Weltmeisterschaften 1991 und 1995 teilnahm. Dabei erzielte er zwölf Tore, 13 Assists und kassierte 25 Strafminuten.

## Erfolge und Auszeichnungen
| - 1990 LHJMQ First All-Star Team - 1990 Trophée Frank J. Selke - 1990 Trophée Michel Brière | - 1990 CHL Sportsman of the Year - 1995 Teilnahme am AHL All-Star Classic |